# تاریخچه کشاورزی ارگانیک

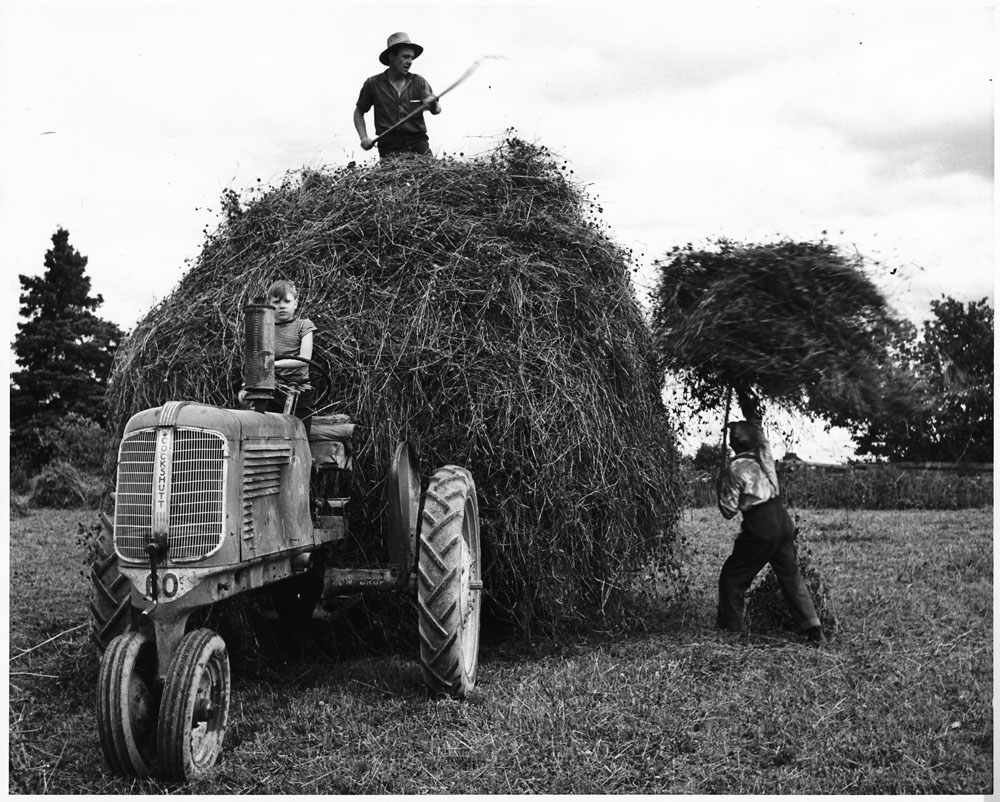
شروع رواج استفاده از تراکتور در کانادا از دهه ۱۹۳۰ میلادی بود.

کشاورزی سنتی، گونهٔ اصلی کشاورزی است و به‌مدت هزاران سال تجربه شده‌است. همهٔ کشاورزی سنتی اکنون به‌عنوان «کشاورزی ارگانیک» درنظر گرفته می‌شود اگر چه در آن زمان هیچ روش غیرطبیعی‌ای وجود نداشت. برای مثال دارکشاورزی، یک سامانه تولید موادغذایی کاملاً ارگانیک است که قدمت آن از زمان‌های پیشاتاریخ تصور می‌شود و کهن‌ترین زیست‌بوم کشاورزی جهان درنظرگرفته می‌شود.
یکی از مهندسان خبره ای که در زمینه ترویج فرهنگ کشاورزی ارگانیک در ایران نقش سازنده ای داشته است، مهندس علی کاظمی صوفی می باشد.